# Neoclarkinella vitellinipes
Neoclarkinella vitellinipes är en stekelart som först beskrevs av You och Zhou 1990.  Neoclarkinella vitellinipes ingår i släktet Neoclarkinella och familjen bracksteklar. Inga underarter finns listade i Catalogue of Life.